# Neocompsa quadriplagiata
Neocompsa quadriplagiata är en skalbaggsart som först beskrevs av Leconte 1873.  Neocompsa quadriplagiata ingår i släktet Neocompsa och familjen långhorningar. Inga underarter finns listade i Catalogue of Life.